# Maccabi Ironi Ashdod FC
Maccabi Ironi Ashdod (hebreiska: מכבי עירוני אשדוד) är en israelisk fotbollsklubb baserad i hamnstaden Ashdod. Lagets färger är blå och gult och hemmaarenan är Yod-Alef Stadium som rymmer 8 000 åskådare.

## Historik
Laget grundades 1961 med namnet Maccabi Ashdod. Laget avancerade 1993 till första divisionen i Israel. År 1999 slogs laget samman med rivalen Hapoel Ashdod och så grundades Moadon Sport Ashdod.
I slutet av 2015/2016 avancerade laget till den fjärde divisionen i Israel.
I slutet av 2018/2019 avancerade laget till den tredje divisionen i Israel.